# Calamagrostis pseuopoa
Calamagrostis pseuopoa là một loài thực vật có hoa trong họ Hòa thảo. Loài này được (Jansen) Govaerts mô tả khoa học đầu tiên năm 1999.